# 荒木真樹彦
荒木 真樹彦（あらき まきひこ、1963年5月13日 - ）は、日本のミュージシャン。アラキ マキヒコ名義で俳優としても活動する。佐賀県佐賀市出身。血液型A型。

## 来歴・人物
1988年、ワーナー・パイオニアよりミュージシャンとして荒木 真樹彦名義でデビュー。メジャー・シーンでは、シングル11枚、アルバム5枚をリリース。
デビュー当時より他アーティストへの楽曲提供・プロデュース、CM音楽制作、番組主題歌・サウンドトラックなど幅広く活動。
1996年に藤原理恵とのユニットRie ScrAmble（リエ・スクランブル）を結成。
2001年MeGAROPA（メガロッパ）結成。2007年Elec MAXICO BAND（エレキマキヒコバンド）結成。
2009年よりARK MAXICO（アーク・マクシコ）名義でもソロ活動を開始。
活動25周年目に当たる2013年にはアラキ マキヒコ名義で俳優デビューを果たした。

## 略歴
- 1963年5月13日： 佐賀県にて誕生。
- 1966年： 3歳の時、ヴァイオリンを手にする。その後13年間継続。[1]
- 1971年： 9歳の時、スティーヴィー・ワンダー、カーペンターズ、エルトン・ジョンといった洋楽を初めて耳にする。[1]
- 1975年： 中学2年生の時、ハードロックに触発されバンド活動を開始。[1]
- 1978年： フュージョンに傾倒。インストゥルメンタルを中心とするバンド活動にいそしむ。[1]
- 1983年： 家業を継ぐため医学部受験を2浪するが、ミュージシャンへの想いが諦めきれず、半ば家出同然の形で上京。[1]
- 1985年： アルバイトをしながらデモテープ作成。CM音楽制作会社に認められ、CMの仕事に携わる。[1]
- 1988年6月7日： デビュー目前、日清パワーステーションにて初のコンサート。
- 1988年8月25日： ワーナー・パイオニアよりシングル「1999」でデビュー。
- 1988年10月： デビューコンベンションのため名阪でコンサート。
- 1988年10月25日： デビューアルバム「SYBER BEAT」発売。セルフサウンドプロデュース。
- 1989年1 - 2月： 全国8ヶ所で初のコンサートツアーを開催。
- 1989年： オフィシャル・ファンクラブ「MAC STATION」発足。
- 1990年4月25日： 初のビデオクリップ集「The Composition」発売。
- 1993年1月： オフィシャル・ファンクラブ「MAC STATION」、母体であるキティサークルの閉鎖に伴い閉会。会報「FILE」はVOL.8まで発行。
- 1994年9月 1日： キティ・エンタープライズに移籍後、シングル「Tears」を発表。
- 1995年9月25日： 4th.アルバム「Real」を発表。以後、ソロとしての活動はしばらく休止となる。
- 1996年 - 1997年： 元・C.C.ガールズの藤原理恵と、ユニットRie ScrAmbleを結成。アイノックスレコードより、シングル4枚アルバム1枚をリリース。
- 1998年 - 2003年： 所属事務所をキティアーティストから、富樫明生が社長を勤めるアキオワンダーに移籍。
- 2001年： ロンドンでのセッションがきっかけで、元ATOMIC ZaZaのボーカリストtezyaとMeGAROPAを結成。
- 2003年6月27日： 原宿のレストランGABI GABIにて、2部構成のミニライブ。ソロとしては8年ぶりとなる活動再開。
- 2005年4月15日： オフィシャルサイト「arakimakihiko.com」開設。
- 2005年4月20日： 東京タワーライブにて、ソロでは初のインディーズレーベルCDを販売。
- 2006年9月 6日： MeGAROPA、2nd.アルバムの発売と同時に活動休止宣言。
- 2007年7月16日： MeGAROPA限定復活。ライブDVDを発売。
- 2007年： Elec MAXICO BAND（EMB）結成。
- 2008年8月25日： デビュー20周年記念ライブ。ゲスト多数。
- 2009年： ARK MAXICO名義でも平行してソロ活動を開始。より実験的な音作りに。
- 2012年3月 9日： Cyta.jpにて、個人レッスンスクール（エレキギター教室、ギター弾き語り教室、ボーカルトレーニング、ボイストレーニング）開校。
- 2013年4 - 9月： 全国6ヶ所（名古屋、神戸、札幌、広島、佐賀、東京）にて、アラキマキヒコ25th Anniversary Live Tour！を開催。
- 2013年： アラキ マキヒコ名義にて俳優業も開始。
- 2014年5月10日： ファンクラブ、ARKFANS 復活イベントライブ六本木にて開催。

## ディスコグラフィ

### シングル
1. 1999 c/w Rock Night（1988年8月25日）
  - 8センチCD、EPレコードの2種が存在。
  - c/w曲「Schickアドヴァンテージ」CFソング
2. I NEED YOUR LOVE c/w 夢は海の底に（1989年6月25日）
  - 8センチCD、EPレコード（見本盤）の2種が存在。
3. Solitudeが終わるとき c/w Wet For Me（1989年11月28日）
  - 8センチCD、EPレコード（見本盤）の2種が存在。
4. Oh My God c/w No Thank You（1990年2月25日）
  - 8センチCD、EPレコード（見本盤）の2種が存在。
5. XX,XY c/w We Don't Recall（1990年5月25日）
  - 「全日空」CFソング
6. alone-冬の光 c/w Sexy Sexy（1990年12月10日）
7. みんなライオンのせいだ c/w 週末〜ウィークエンド〜（1991年6月25日）
  - 「MIKI HOUSE」CFソング
8. ごめんなさい c/w 夢の行方（1991年10月25日）
9. 夢の力 c/w ひとつたりないUsually（1992年11月28日）
  - 「破妖の剣（OVA）」主題歌
10. LANTIS-誘惑の未来- c/w BLACK（1993年9月25日）
  - 「マツダ・ランティス」CFソング
  - c/w曲「KIRIN フォアローゼズ・ブラック」CFソング
11. Tears c/w SHOMI-KIGEN（1994年9月1日）

### オリジナルアルバム
1. SYBER BEAT（1988年10月25日）
  - CD盤、LPレコード（見本盤）の2種が存在。
2. Baby,You Cry（1990年3月25日）
3. KARAJAN（1991年7月25日）
4. BACCHUS（1993年12月10日）
  - ベストアルバム
5. Real（1995年9月25日）
6. Letters（2021年11月11日）

### インディーズレーベル
1. SCAT-Tokyo Night View-（2005年4月20日）
  - 東京タワーライブにて販売。白ROMに手焼きで、タイトル手書き。
2. KETCHUP c/w TOKYO JOH（2005年4月23日）
  - 初回版。白ROMに手焼きで、タイトル手書き。
3. BIRTH of SONGS（2004年6月26日）
  - 初回版、赤盤。有名アーティストへ提供したデモテープ集。
4. alone 2005 c/w Cole Wedding Bell（2005年12月17日）
  - 1990年12月作品『alone〜冬の光〜』のリメイク版。
5. KETCHUP-2006MIX- c/w TOKYO JOH（2006年4月15日）
  - 2005年4月作品の普及版。NEWジャケット。
6. BIRTH of SONGS（2006年4月15日）
  - 追加版、青盤。
7. MERRY CHRISTMAS BLUFF c/w CHRISTMAS MURMUR（2006年12月5日）
8. BIRTH of SONGS 2（2007年12月20日）
  - 有名アーティストへ提供したデモテープ集、第2弾。
9. 20TH ANNIVERSARY BOY（2008年8月25日）
  - デビュー20周年記念のセルフカバー集。
10. Happiness comes today c/w Angel my love soul（2008年12月5日）
11. MERRY CHRISTMAS BLUFF（改訂追加版） c/w CHRISTMAS MURMUR（2009年）
  - 2006年12月作品の改訂追加版。NEWジャケット。
12. LOVE MAIL FOR THE REHEARSAL（2009年5月16日）
  - デビュー20周年記念ライブの参加ゲストにメール送信された、音声メッセージをCD化。
13. XX,XY 200908081505177（2009年9月1日）
  - 『XX,XY』他、全6曲のリメイク版。
14. KETCHUP-2006MIX-（改訂追加版） c/w TOKYO JOH（2009年）
  - 2006年4月作品の改訂追加版。NEWジャケット。
15. THE CONFINEMENTS c/w MUSIC BLOOD=I'M STILL ALIVE（2009年11月27日）
  - ARK MAXICO、第1弾。
16. Get Back Real Yourself c/w Nothing here what gets me pain（CD）（2010年3月14日）
  - ARK MAXICO、第2弾その1。DVD+CD版とは収録曲がver.違い。
17. Get Back Real Yourself c/w Nothing here what gets me pain（DVD+CD）（2010年3月14日）
  - ARK MAXICO、第2弾その2。CDのみとは収録曲がver.違い。
18. GOSPELAX 1（2010年9月12日）
  - LOVE ME TONIGHT （GSPV） c/w NOTHING HERE WHAT GETS ME PAIN （GSPV）
19. JAM ALIVE（2010年11月11日）
  - サローネ・フォンタナライブCD。土山啓一(Gt.)とのセッション5曲を収録。
20. OKURA-DASHI SELECT1（2010年12月4日）
  - “お蔵入り”作品の中から選出したシリーズ第1弾。
21. FOR YOU c/w What Can I（2011年5月14日）
  - c/w曲は、LIVE AT SAGA "Rock Ride" 2010.5.30からのライブ音源
22. あの月を君と一緒に見よう（2011年7月10日）
  - アカペラ1曲入り。収益金は東北地方太平洋沖地震の震災募金に寄付。
23. OKURA-DASHI SELECT2（2011年9月10日）
  - “お蔵入り”作品の中から選出したシリーズ第2弾。
24. OKURA-DASHI SELECT3（2011年9月10日）
  - “お蔵入り”作品の中から選出したシリーズ第3弾。
25. FOR YOU -DX- c/w LOVE LOVE LOVE, FOR YOU -DX- karaoke, I NEED YOUR LOVE -AUD-（2011年11月25日）
  - 2011年5月14日作品の豪華版。
26. 賞味期限-HD－ c/w B-16(ビー・シックスティーン)（2012年2月14日）
  - 『賞味期限』リメイク版。
27. 賞味期限-2012- c/w B-12(ビー・トゥウェルブ)（2012年2月14日）
  - 『賞味期限』本来のベースラインのリニューアルver.
28. KETCHUP c/w TOKYO JOH, KEEP IT UP!（2012年3月4日）
  - 2005年4月作品のリマスター版、ボーナス・トラック付き。NEWジャケット。
29. LOVABLE GREEN APPLES（2012年8月15日）
  - デビューのきっかけにもなった楽曲を含む、デモテープ集。
30. BeGIN（2012年9月22日）
  - ストリートパフォーマンスを想定しての音源、第1弾。
31. ON THE STREET（2012年12月8日）
  - ストリートパフォーマンスを想定しての音源、第2弾。
32. RED PEPPERS（2013年2月14日）
  - OKURA-DASHI4
33. THE MX FILES（2013年2月14日）
  - 100枚限定、極秘ファイル。※内容公開・複製厳禁！
34. OKURA-DASHI SERECT5（2013年9月21日）
  - MeGAROPA時代の未発表曲をメインとしたデモテープ集。
  - 2013年9月東京ライブ会場で発売された26枚のみ、"OKURA-DASHI SERECT4"と表記。10月再発売分より訂正。
35. AMAZING GRACE（2013年9月27日）
  - 2013/09/27 HΛL's Bar 2013 Vol.8@J-POP CAFEバンコットフロア限定CD
36. alone2005 remaster版（2013年10月23日）
  - 2005年作品のリマスター版、ボーナス・トラック付き。

### 非売品
1. MAKIHIKO ARAKI（1988年）
  - 店頭演奏用サンプルCD。1st.アルバムより4曲収録。
2. NO GUEST（1990年3月）
  - 2nd.アルバム予約特典、8センチCD。
3. 荒木真樹彦1988-1992（1992年）
  - ワーナーミュージック・ジャパン制作、プロモーション用CD。
4. LOVE LOVE LOVE（2008年12月23日）
  - Eve! Eve! EMB! ライブ来場特典CD
5. SMOKE（2009年12月27日）
  - NARAライブ来場特典CD
6. NARA（2012年12月9日）
  - NARAライブ来場特典CD。『White Xmas』『Happy BIRTHDAY』2曲収録。

## 映像

### ビデオクリップ集
1. THE COMPOSITION（1990年）
  - VHSとLD-SINGLE盤が存在。

### イベント
1. MOJO HIROSHIMA'89 1989.10（1989年10月）
  - コンビニのローソン限定、月刊音楽ビデオマガジン 1989年10月号。HIROSHIMA'89特集。
2. HIROSHIMA'89 LIVE! 8・5（1989年11月1日）
  - VHSとLD盤が存在。
  - 広島チャリティーコンサート。2枚組、前編。『1999』を演奏。
3. HIROSHIMA'89 LIVE! 8・6（1989年11月1日）
  - VHSとレーザーディスク盤が存在。
  - 広島チャリティーコンサート。2枚組、後編。エンディングのセッションに参加。

### ライブ映像
1. The Discovery（2011年4月15日）
  - 2010年12月4日神戸JUST IN TIMEライブ（ホームビデオ撮影）
2. In Progress 2016年1月1日発売

### 非売品
1. SHOMI-KIGEN W30 SPECIAL DVD（2012年2月14日）
  - 『賞味期限-HD-』『賞味期限-2012-』 セット予約、先着30名特典。弾き語りご挨拶DVD。

## 楽曲提供
相沢薫
- 「ユリウスの島 SECRET OF ISLANDS」(作曲)
- 「バッド・ボーイにジェラシィを HEY!JEALOUSY」(作曲)

AZZUSA
- 「八月の化石」(作曲)
- 「Why So White」(作曲)
- 「パンドラの丘」(作曲)

AMAZONS
- 「夢で逢いましょう」(作曲)

 池間アカネ
- 「biru pulau ～青い島～」(作曲)
- 「わたし」(作曲)
- 「２４」（作曲）

石野真子
- 「夏の花びら」(作詞・作曲・編曲)
- 「Bouquet」(作詞・作曲)
- 「猫は見ていた」(作詞・作曲・編曲)

宇都宮隆
- 「OUTLAW」(作詞・作曲・編曲)
- 「Jumping Jack Show」(作曲・編曲)

大植三奈江
- 「太陽が照らす場所」(作曲)

笠原弘子
- 「アヤシイ」(作曲・編曲)

神田うの
- 「JESUS! JESUS!」(作曲)

Charisma.com
- 「Chicken boom」(共作曲)

杏子
- 「24th or 25th」(共作曲・編曲)

倉橋ルイ子
- 「新しい朝に…」

 桑島法子
- 「愛が教えてくれた」(作曲)

 CHEMISTRY
- 「Bright Lights」(作曲・編曲)

 郷ひろみ
- 「もう…だめさ」(作曲)
- 「TIGHTROPE」(作曲)

SHIHO
- 「PURE LIP KISS」(作曲)

 清水宏次朗
- 「CRY」(作曲)

翠玲
- 「KISSして‥」(共作詞・作曲)

田原俊彦
- 「夏いまさら一目惚れ」(作曲・編曲)
- 「NUDE」(作曲)

 千葉美加
- 「知らないッ」(作曲)
- 「PONYTAIL SOLDIER」(作曲)

 Char
- 「LET IT BLOW」(作曲)

t2k
- 「愛のかけら」(作曲)

時任三郎
- 「LIMITS －強い想い－」(作曲)

NAO
- 「冬の路しるべ」(作曲・編曲)
- 「DON'T BE BLUE」(作曲・編曲)

中西保志
- 「どうして君を傷つけたのだろう」(作曲)

中村雅俊
- 「風もない週末」(作曲)

浜田麻里
- 「Bye-bye my little summer」(作曲)

 BOY STYLE
- 「Empty World」(作曲)

 松田亮治
- 「E-Love」(作曲)
- 「I wanna thank you」(作曲)

 瑞沢渓
- 「Color Of Mind」(作曲)
- 「Magic Hour」(作曲・編曲)
- 「永遠の記憶に印させて」(作曲)

 観月ありさ
- 「I NEED YOU（Original Mix）」(作曲)

 μ
- 「GLORIA」(作詞・作曲)
- 「Replicant Dream」(作詞・作曲)

吉田朋代
- 「DON'T KISS ME」(作曲)
- 「SHOUT」(作曲)

芳本美代子
- 「その気」(作曲)
- 「トロピカル・サイクロン」(作曲)

Lia
- 「君をのせて」(編曲)

Licca
- 「1・2 CHECK」(作曲)

Little Black Dress
- 「哀愁のメランコリー feat. 成田昭次)

 LOOSE
- 「Flavor」(作曲)

ジャニーズ事務所関連
- 少年隊
  - 「どうなってもいい」(作曲・編曲)
- V6
  - 「LET'S SING A SONG」(作曲)
- KinKi Kids
  - 「キミは泣いてツヨくなる」(作曲)
- 嵐
  - 「どんな言葉で」(作詞・作曲・編曲)
- KAT-TUN
  - 「FREEDOM」(作曲・編曲)

## CM曲提供会社
- ア行
  - アートネイチャー 『レクア/バリカン篇』『レクア/すてきな会話篇』『レクア/すてきな公園篇』
  - アサヒ飲料 『バャリース100』
  - EDWIN 『椎名誠/モンゴル篇』
  - NTT Docomo北日本 『学割キャンペーン』
- カ行
  - キャディラック 『セビル』
  - キリンシーグラム 『フォアローゼズ ブラック』
  - グリコ 『パモナフルーツ』
  - コベルコクレーン 『ラフテレーン・クレーン』
  - コルゲンコーワ（ラジオ）
- サ行
  - サッポロ飲料 『WOW』
  - サッポロビール 『生粋』
  - Schickアドヴァンテージ
  - SHINETSU 企業用CM
  - セシール
  - XEROX 『ジンズ/マラドーナ独走篇』『ジンズ/マラドーナビジネスピープル篇』『able』
  - 全日空 沖縄キャンペーン『XX,XY』
- タ行
  - 大正製薬 『リポビタンD/カヤック篇』『リポビタンD/カート篇』
  - 太陽石油
  - 武田薬品 『アリナミンV/がんばれニッポン！黒岩篇』
  - TOYOTA海外（中近東）用
- ナ行
  - 任天堂 『バンジョーとカズーイの大冒険』
- ハ行
  - ハウス食品 『ジャワカレー』
  - ヒットユニオン 『PUMAウェア/KAZU篇』
- マ行
  - MAZDA 『LANTIS』
  - MIKI HOUSE
  - 三菱 『キャンター』
  - 森永製菓 『ソリッド』
- ヤ行
  - 山之内製薬 『ギネスゴールド』『ギネスゴールド/大地篇』
  - ユニシス
- ラ行
- ワ行

## サウンドトラック
1. B型同盟（1989年9月25日/1989年10月25日/1991年9月25日）
  - 高河ゆん著、同名漫画の「ミュージックアルバム」「ドラマアルバム」「Another Music」盤。
2. 「公園通りの猫たち」オリジナル・サウンドトラック（1991年9月21日）
  - 中田新一監督、1989年公開映画。
3. もう一人のマリオネット ORIGINAL ALBUM（1992年5月21日）
  - さいとうちほ著、同名漫画のイメージアルバム。
4. 破妖の剣〜音楽編VOL.1〜（1992年11月10日）
  - 前田珠子著、同名小説のOAV化。VHSは全2巻。
5. 高松伸/ETHER（1995年）
  - 建築家・高松伸のアーキストシリーズBGM。1993年、サンフランシスコ個展用として制作。
6. 「クォヴァディス」サウンドファイル（1997年4月10日）
  - ゲーム「クォヴァディス2〜惑星強襲オヴァン・レイ〜」
7. サイレントメビウス MUSIC ALBUM "CAUTION"（1998年5月13日）
  - テレビ東京系アニメ
8. ドクタースランプ アラレのびっくりバーン（1999年3月25日）
  - 1999年春アニメーション映画
9. ピーチな関係（1999年11月25日）
  - TBS系ドラマ
10. BLUE GENDER（1999年11月26日/2000年1月19日）
  - TBS系SFアニメ。「BLUE GENDER 1 DOPE GATE」「BLUE GENDER 2 ROND GATE」同曲のver.違い。
11. コールド・ゲヘナ（2001年7月25日/2001年8月29日)
  - 三雲岳斗著、同名小説のサウンドトラック「SEEDS of WILL」と、ドラマアルバム「凍てつく財宝と海賊たち」同曲のver.違い。
12. RUMBLE ROSES（2005年3月30日）
  - 格闘ゲーム
13. B-伝説! バトルビーダマン 炎魂（2005年）
  - テレビ東京アニメ。主題歌（MAKiZO名義）及び劇中音楽を提供。レンタルDVDのみ存在。全17巻、51話。
14. RUMBLE ROSES XX（2006年5月10日）
  - 格闘ゲーム、第2弾。2CD+DVD。
15. そしてこの宇宙にきらめく君の詩 VOCAL COLLECTION（2007年2月22日）
  - 恋愛アドベンチャーゲームのコンプリートヴォーカルアルバム。シオンcv鳥海浩輔の曲を担当。
16. 五味太郎ことわざムービーズ 上下巻（2009年7月22日）
  - 五味太郎著「ことわざ絵本」を原作としたアニメ・テーマソング。DVD2巻組。

## 着うた配信

### オリジナル曲
1. Flying
2. Driving
3. Erotica
4. I'm alone
5. 「電話だよ」voice
  - 番組スタジオ内での即興演奏。期間限定配信。
6. KETCHUP
7. TOKYO JOH
8. alone～冬の光～2005

### アカペラ・カバー曲
- B'z
  - ARIGATO
  - Calling
  - LOVE PHANTOM
  - ultra soul
  - いつかのメリークリスマス
  - 今夜月の見える丘に
- GLAY
  - HOWEVER
  - SOUL LOVE
  - Winter,again
  - 春を愛する人

## 出演作品

### テレビドラマ
- 福家警部補の挨拶 第6話（2014年2月18日、フジテレビ） - 二階堂道義 役
- 土曜ワイド劇場 福原警部5（2014年9月20日、テレビ朝日） - ホテルのウェイター 役

### 舞台
- 箱庭の空（2013年11月、新宿シアター・ミラクル） - 政志 役

### 映画
- 劇場版 BAD BOYS J（2013年）
- ウタカタノトキ（2013年） -  主演
  - サウンドトラックも担当
- クラッキングライフ（2013年）